# Sehnsucht (album Lacrimosy)
Sehnsucht – dziesiąty album szwajcarskiego duetu Lacrimosa. Został wydany w 8 maja 2009 roku przez wytwórnię Hall of Sermon. Album ukazał się również w wersji specjalnej, z kolorową okładką oraz sześcioma utworami w lekko zmienionej aranżacji.

## Lista utworów
Opracowano na podstawie materiału źródłowego.
1. „Die Sehnsucht in mir” (muz. Tilo Wolff, sł. Tilo Wolff) - 8:07
2. „Mandira Nabula” (muz. Tilo Wolff, sł. Tilo Wolff) - 5:18
3. „A.u.S.” (muz. Tilo Wolff, sł. Tilo Wolff) - 6:50
4. „Feuer” (muz. Tilo Wolff, sł. Tilo Wolff) - 4:33
5. „A prayer for your heart” (muz. Anne Nurmi, sł. Anne Nurmi) - 5:13
6. „I lost my star in Krasnodar” (muz. Tilo Wolff, sł. Tilo Wolff) - 5:39
7. „Die Taube” (muz. Tilo Wolff, sł. Tilo Wolff) - 7:28
8. „Call me with the voice of love” (muz. Tilo Wolff, sł. Tilo Wolff) - 3:36
9. „Der tote Winkel” (muz. Tilo Wolff, sł. Tilo Wolff) - 5:23
10. „Koma” (muz. Tilo Wolff, sł. Tilo Wolff) - 7:47

## Twórcy
Opracowano na podstawie materiału źródłowego.
- Tilo Wolff - aranżacja, produkcja muzyczna, orkiestracje, realizacja, miksowanie, oprawa graficzna, instrumenty muzyczne, śpiew
- Anne Nurmi - współprodukcja, muzyka, słowa, śpiew
- Stelio Diamantopoulos - oprawa graficzna
- Arturo Garcia - perkusja
- Florian Bruns - perkusja
- Juraj Piotr - inżynieria dźwięku
- Helge Halvé - mastering
- Lara Florence, Tristan Alexander, Viona Larissa - chór dziecięcy
- Spielmann-Schnyder Philharmonie - orkiestra
- Olliver Zajonz - zdjęcia